# Orthaea coriacea
Orthaea coriacea är en ljungväxtart som beskrevs av J.L. Luteyn. Orthaea coriacea ingår i släktet Orthaea och familjen ljungväxter. Inga underarter finns listade i Catalogue of Life.